# Shaun Evans (scheidsrechter)
Shaun Evans (Melbourne, 12 oktober 1987) is een Australisch voetbalscheidsrechter. Hij is in dienst van FIFA en AFC sinds 2017. Ook leidt hij sinds 2012 wedstrijden in de A-League.
Op 7 oktober 2012 leidde Evans zijn eerste wedstrijd in de Australische nationale competitie. Tijdens het duel tussen Perth Glory en Brisbane Roar (1–0) trok de leidsman zevenmaal de gele kaart. In continentaal verband debuteerde hij op 27 februari 2018 tijdens een wedstrijd tussen Home United en Ceres–Negros in de groepsfase van de AFC Cup; het eindigde in 1–1 en de Australische scheidsrechter gaf zes gele kaarten, waarvan twee aan dezelfde speler. Zijn eerste interland floot hij op 15 november 2018, toen Oezbekistan met 0–0 gelijkspeelde tegen Libanon in een vriendschappelijke wedstrijd. Tijdens dit duel gaf Evans vier gele kaarten, waarvan twee aan dezelfde speler.
In mei 2022 werd hij gekozen als een van de videoscheidsrechters die actief zouden zijn op het WK 2022 in Qatar.

## Interlands
| Datum            | Plaats                | Wedstrijd                              | Uitslag | Competitie           | Kreeg geel | Kreeg voor de tweede keer geel en dus rood | Weggestuurd |
| ---------------- | --------------------- | -------------------------------------- | ------- | -------------------- | ---------- | ------------------------------------------ | ----------- |
| 15 november 2018 | Robina, Australië     | Oezbekistan – Libanon                  | 0 – 0   | Vriendschappelijk    | 3          | 1                                          | 0           |
| 6 juni 2019      | Phnom Penh, Cambodja  | Cambodja – Pakistan                    | 2 – 0   | WK 2022 kwalificatie | 1          | 0                                          | 0           |
| 5 september 2019 | Singapore             | Singapore – Jemen                      | 2 – 2   | WK 2022 kwalificatie | 4          | 0                                          | 0           |
| 11 december 2019 | Busan, Zuid-Korea     | Zuid-Korea – Hongkong                  | 2 – 0   | Vriendschappelijk    | 0          | 0                                          | 0           |
| 16 november 2021 | Sidon, Libanon        | Libanon – Verenigde Arabische Emiraten | 0 – 1   | WK 2022 kwalificatie | 3          | 0                                          | 0           |
| 16 juni 2023     | Busan, Zuid-Korea     | Zuid-Korea – Peru                      | 0 – 1   | Vriendschappelijk    | 1          | 0                                          | 0           |
| 16 november 2023 | Koeweit, Koeweit      | Koeweit – India                        | 0 – 1   | WK 2026 kwalificatie | 2          | 1                                          | 0           |
| 16 januari 2024  | Ar Rayyan, Qatar      | Saoedi-Arabië – Oman                   | 2 – 1   | AK 2023              | 1          | 0                                          | 0           |
| 23 januari 2024  | Doha, Qatar           | Hongkong – Palestina                   | 0 – 3   | AK 2023              | 2          | 0                                          | 0           |
| 21 maart 2024    | Singapore             | Singapore – China                      | 2 – 2   | WK 2026 kwalificatie | 6          | 0                                          | 0           |
| 6 juni 2024      | Jakarta, Indonesië    | Indonesië – Irak                       | 0 – 2   | WK 2026 kwalificatie | 2          | 0                                          | 1           |
| 5 september 2024 | Ar Rayyan, Qatar      | Qatar – Verenigde Arabische Emiraten   | 1 – 3   | WK 2026 kwalificatie | 4          | 0                                          | 0           |
| 10 oktober 2024  | Tasjkent, Oezbekistan | Oezbekistan – Iran                     | 0 – 0   | WK 2026 kwalificatie | 4          | 0                                          | 1           |
| 14 november 2024 | Koeweit, Koeweit      | Koeweit – Zuid-Korea                   | 1 – 3   | WK 2026 kwalificatie | 3          | 0                                          | 0           |

Laatst bijgewerkt op 27 november 2024.